# Steven Marcus
Pour les articles homonymes, voir Marcus.
Steven Paul Marcus est un critique littéraire et universitaire américain né le 13 décembre 1928 à New York et mort le 25 avril 2018, à New York.
Il est professeur émérite de la chaire George Delacorte en sciences humaines à l'Université de Columbia. Il est l'un des fondateurs du National Humanities Center (en), en fut un ancien membre (1980–82) et est membre de l'administration du centre.

## Biographie
Steven Marcus est connu pour son livre The Other Victorians: a Study of Sexuality and Pornography in Mid-Nineteenth-Century England (1966). Dans ce livre, Marcus analyse un certain nombre de fictions et de mémoires sur la pornographie victorienne, dont The Romance of Lust (en), My Secret Life, The Indices de Henry Spencer Ashbee, et les travaux de William Acton. C'est une étude de nature psychologique en lien avec les théories de Sigmund Freud. Parmi ses revendications les plus connues, il propose le mot « pornotopia » pour décrire le monde vu à travers la littérature pornographique. Marcus décrit Pornotopia comme un lieu où « tous les hommes ... sont toujours infiniment puissants ; toutes les femmes fécondes, pleines de désir et intarissables de sève et de suc, ou des deux. Tout le monde est toujours prêt pour tout. (p. 276). » En conjonction avec le roman The Romance of Lust, Marcus utilise le mot vecteur pour satiriser la représentation de l'acte sexuel dans un certain type de littérature pornographique. D'après Marcus, la privation émotionnelle endémique de la société victorienne (et contemporaine) se reflète dans les personnages qui n'interagissent pas réellement avec d'autres personnes qui pensent et ressentent, mais s'engagent seulement dans des relations et positions sexuelles mécaniques et irréelles.
Dans une critique d'un livre de Marcus pour le journal Victorian Studies (en), l'historien Brian Harrison (en) argue que Marcus tend à chercher « les caractéristiques communes de la pornographie en tout temps », mais explore seulement une période de 1828 à 1884, laissant complètement de côté la pornographie du XXe siècle. Harrison conteste également le point de vue de Marcus, qui est à la fois permissif, moralisateur et méprisant, mais pas, selon Harrison, objectif. Plus récemment, Thomas Joudrey a contesté les supputations pornotopiques de Marcus sur l'érotisme victorien, expliquant : « Loin d'envisager un monde de puissance et de plaisir sans fin, la pornographie victorienne capture les épouvantables perspectives de décadence physique, de supplice, et de mortalité, plaçant la puissance sur le fil du rasoir. » Joudrey cite des exemples d'« impuissance, de foyers de syphilis, des prépuces déchirés, bites coupées, queues souillées, et des vagins qui se laissent aller » pour illustrer une tendance généralisée de défaillance et de conflit qui ne cadrent fondamentalement pas avec l'« utopie fantaisiste de pureté et d'immortalité ».

## Publications principales
- (en) Dickens From Pickwick to Dombey (1961)
- (en) The Other Victorians (1966)
- (en) Engels, Manchester and the Working Class (1974)
- (en) Doing Good: The limits of benevolence (1978) (contributeur)
- (en) Representations: Essays on Literature and Society (1991)
- (en) Ernest Jones's The Life and Work of Sigmund Freud (19), (co-éditeur, avec Lionel Trilling)